# Lago Kučerlinskoe
Il lago Kučerlinskoe (in russo  Кучерлинское?; in altai Каджур-лы, Kadžur-ly, o Кудюрлу, Kudjurlu) è un lago dei monti Altai, nella Russia siberiana meridionale. Si trova nell'Ust'-Koksinskij rajon della Repubblica dell'Altaj.

## Descrizione
Il lago è situato ai piedi del versante settentrionale della catena dei monti Katunskij, a nord-ovest del massiccio del Belucha, nella parte superiore del fiume Kučerla. Stretto e lungo (4,67 km per 0,77 km di larghezza) ha una superficie di 2,6 km². Il lago, chiuso a est e a ovest da picchi di 3 000 m, si trova ad una quota di 1 786 m s.l.m. Il Kučerlinskoe è alimentato anche da due laghi (sul lato destro) che scaricano
Sul lato destro del lago, a un'altitudine di 2300 m, si trovano due piccoli laghi che alimentano le acque del Kučerlinskoe: il Zelënoe e il Sinee (lago Verde e lago Blu).
Gli insediamenti più vicini sono i villaggi di Kučerla e Tjungur.